# コウリ残波
コウリ残波（コウリざんぱ）は沖縄県中頭郡読谷村に所在する無人島。
残波岬の南西約0.5キロメートルの場所に位置する。

## 概要
リーフと外洋の境目に所在し、この島を境に水深は50～60メートル下がっており断崖になっている。そのため、ダイビングスポットにもなっている。
このリーフにはいつも波がざわついていたことから付近は残波という地名が付いたといわれる。
また、この島は昔は今の3倍以上の面積があったとされる。小さくなった理由に「戦時中にアメリカ軍によって軍艦と間違われて誤爆されたという説」と「アメリカ軍の射爆練習の的になったという説」の2説がある。コウリ残波の「コウリ」は地元の言葉の「こうりとん（壊れている）」から来ているといわれ、コウリ残波は「壊された残波」の意味を持つ。